# Borgerhout
Borgerhout est un district de la ville belge d'Anvers. C'était une commune à part entière avant la fusion des communes de 1983.
Dans les années 1950 et 1960, une importante communauté marocaine, principalement venue du Rif, s'installe dans la commune. Le district est aujourd'hui connu pour être un endroit à forte communauté marocaine musulmane, notamment berbère.
Dans les années 2010, Borgerhout devient une plaque tournante du trafic de drogue et des réseaux organisés de la Mocro Maffia. Le quotidien De Morgen révèle que l'économie de Borgerhout serait en majorité illégale,. Cependant, ces dernières années ont aussi vu une diversification de la population du quartier et une certaine gentrification grâce à sa position favorable et à ses loyers peu élevés.

## Démographie

### Évolution démographique
- Sources : INS, Rem. : 1831 jusqu'en 1981 = recensements[6].
- 1836: Érigé en commune à part entière par la scission de Deurne-Borgerhout

## Personnalités
- Jérémy Doku (2002), footballeur né à Borgerhout
- Henri Bauwens (1921-2013), coureur cycliste né à Borgerhout
- Benjamin Bouchouari (2001), footballeur né à Borgerhout
- Jamal Ben Saddik (1990), kickboxer ayant grandi à Borgerhout
- Bachir Boumaaza (1980), joueur compétiteur et créateur de vidéos sur YouTube ayant grandi dans ce quartier
- Nahima Lanjri (1968), femme politique belge flamande d'origine marocaine, membre du CD&V
- Guillaume Geefs (1805-1883), sculpteur
- Henry Brown (1816-1870), graveur, y est mort
- René Bosiers (1875-1927), artiste, y est mort
- Firmin Lambot (1886-1964), coureur cycliste, y est mort
- Floris Jespers (1889-1965), peintre et graveur
- Joseph Smolderen (1889-1973), architecte
- Antoinette Feuerwerker (1912-2013), juriste et résistante française née à Borgerhout
- Maria Rosseels (1916-2005), écrivaine et journaliste
- Mala Zimetbaum (1918-1944), résistante tuée à Auschwitz
- Hugues C. Pernath (1931-1975), poète
- Samantha (1948-2023), chanteuse
- Joris Note (1949), écrivain
- Carl Verbraeken (1950), président de l'Union des compositeurs belges
- Anne-Mie Van Kerckhoven (1951), artiste, vit et travaille à Borgerhout
- Anne Provoost (1964), écrivaine
- Wouter Van Besien (1972), homme politique
- Nadia Fadil (1978-), anthropologue et sociologue
- Milow (1981), chanteur
- Aline Sax (1984), historienne et autrice de livres pour la jeunesse
- The Turtles, organisation criminelle basée à Borgerhout
- Luc Versteylen (1927-2021), homme politique belge.